# Архимандрит Иларион (Руварац)
Иларион (рођен Јован Руварац, Сремска Митровица, 1. септембар 1832 — манастир Гргетег, 8. август 1905) био je српски историчар, свештеник, архимандрит фрушкогорског манастира Гргетег, ректор Карловачке богословије и академик. Сматра се за једног од зачетника критичког правца у српској историографији.

## Живот
Рођен је 1832. године као Јован, у Сремској Митровици где постоји његова родна кућа. Родитељи су му били Митровчани — поп Василије и Јулијана. Имао је неколико браће, звали су их „династија Руварац”, који су сви били интелектуалци и блиски цркви.
Основну школу завршио је у Старом Сланкамену и Старим Бановцима, где је и провео детињство. Шест разреда гимназије завршио је у Сремским Карловцима а седми и осми у Бечу 1852. године. У Бечу се развила код њега тежња за проширивањем знања о српској историји. Већ у Карловцима, где су му предавали Јаков Герчић, познавалац светске историје, и Александар Стојачковић, писац првих расправа из српске средњовековне историје, стекао је добру основу за познавање и проучавање историје. У Бечу је студирао права између 1852. и 1856, истовремено се бавећи и историјом. Интересовао се за проучавање историјских извора и компаративно проучавање народне традиције. Карловачку богословију је завршио 1859. године.
Поред тога што је био архимандрит, након његовог упокојења је наведено остало — његово друштвено деловање: члан патроната Монашке школе, председник испитног поверенства за оспособљавање вероучитеља у средњим школама Карловачке митрополије, прави члан Српске краљевске академије у Београду, члан Југословенске академије у Загребу, члан Књижевног одељења Матице српске, члан патроната велике српске гимназије у Карловцима те ’командер’ (носилац) српског краљевског Ордена Светог Саве.
Умро је 8. августа рано изјутра 1905. године у својој, монашкој ћелији Манастира Гргетег, сахрањен на монашком гробу 11. августа.

## Рад
Замонашио се у Крушедолу и добио монашко име Иларион 1. јануара 1861. године. Под овим именом објавио је и највећи број својих научних радова. Убрзо је због свог образовања именован на положај бележника црквеног суда. Године 1872. постао је професор Карловачке богословије. У овом периоду интензивно чита историографске расправе и учи језике који су му били неопходни за проучавање прошлости. Знао је латински, грчки, немачки а служио се и италијанским и мађарским језиком. Иако је био правник и теолог, може се рећи да је Руварац ипак образовани српски историчар, који се формирао под утицајем немачких историчара, попут универзитетских професора Јегера, Шлосера и Гервинуса. Током живота потенцирани исправни историографски метод је компромитовала његова (мада прикривана) политичка лојалност Хабзбуршкој династији и мађарској држави.
Постављен је за архимандрита манастира Гргетег 1874, а следеће године за ректора Карловачке богословије. Руварац је био на Патријашијском двору у Карловцима саветник неколико патријараха. Због сукобљавања са строгим патријархом Германом Анђелићем 1882. године, је уклоњен из Карловаца са места ректора. Изабран је у добриначком срезу за посланика владине стране (грофа Куена Хедерварија) у Сабору Троједнице (Хрватске) у Загребу, и ту остао само две године 1885—1887. године. Напустио је политичко поље, разочаран позадином политичке радње, изговарајући се да је „сит швиндла”. По вољи Анђелићевој, који га више није могао трпети у својој околини, прво је склоњен у манастир Гргетег, а потом је послат за мандатара темишварске епархије, али је одбио да буде владика. Поднео је оставку цару Фрањи Јосифу, 19. децембра 1886. године из Гргетега.
Вратио се дефинитивно у Гргетег (где је био и пре — 1882) где је остао настојитељ до краја живота. Манастир је обновио и унапредио. Његовом заслугом извршена је велика обнова манастирског храма, у којем је иконостас урадио његов много млађи пријатељ Урош Предић. Ту се интензивно бавио научним радом. Познат по свом непоколебљивом ставу у бројним полемикама често је западао у неприлике, али је и добијао бројна признања. Године 1869. изабран је за чланак Српског ученог друштва. Постао је један од првих редовних чланова Српске краљевске академије 1888. године.
Његов историографски рад представља период борбе за критичку историографију у српској науци. Овај правац је на крају и превладао. По његовом ученику и следбенику историчару др Јовану Радонићу, он није био „историк”, већ „критик”. Обрачун са романтичарима извршен је пре свега на пољу проучавања средњовековне српске историје. Предност критичких историографа било је велико стручно образовање, које представници романтичарског правца углавном нису имали. Најжешће полемике водио је управо са главним представником романтичарске струје Пантом Срећковићем. Јаша Томић је написао једну књигу којом је хтео да „раскринка” инаџију Руварца. Писац Стеван Сремац (иначе професор историје) није ценио оно што је радио ’фрушкогорски калуђер’, па је за њега саркастично приметио: „Оставите га, тај вам чепрка по прошлости као кокош по неком ђубришту”. Академик Чедомир Попов је са временске дистанце (од века) уочио „и једну озбиљну ману његовог критичког метода у историографији: бриљантну хеуристику и неразвијену херменеутику”.
Своје прве радове Иларион Руварац је почео да објављује још као богослов, после повратка из Беча. Први чланак објавио је у „Седмици” 1856. под насловом Преглед домаћих извора старе српске повеснице. Ту је пре свега извршио одвајање извора од литературе, што пре није чињено. Уносио је много више стране историографске изворе, у ’наше расправе’. Велики допринос ове расправе за српску историографију је прихватање става да без великог броја објављених и критички обрађених извора и нема историје. Руварац је током читавог радног века трагао за изворима за српску историју и критички их објављивао. Његов начин критике извора прихватио је велики број његових савременика, српских историчара. Прихватио је став Леополда фон Ранкеа да прошлост треба приказивати онакву каква је била, без сопственог улепшавања и домишљања. У „Седмици” је објавио и своју другу расправу Прилог ка испитивања србских јуначких песама (1857, 1858). Ове две расправе објављене су поново 1884. под називом Две студентске расправе. У овој расправи показује да се народне епске песме не могу узети као извор за догађаје о којима певају. И око овог питања водеће жестоке полемике са романтичарима који су сматрали да је епска песма ауторитет највише историјске вредности.
Све до 1867. године није ништа објављивао да би тада почео да објављује низ радова, у почетку изворе и чланке из црквене историје. Расправе важније по резултатима из тог времена су: Краљице и царице српске (1868), О првим годинама Душановог краљевања у хронолошком погледу (1872), Нешто о Босни дабарској и дабробосанској епископији и о српским манастирима у Босни (1878). У овим расправама разјашњава нека важна, а у хронолошком или смисаоном погледу нејасна места српске историје. У овом периоду још увек није страсни полемичар, мада се већ назире сукоб са Срећковићем. Велику полемику која је имала великог утицаја на српску историографију па и на српску културу крајем 19. века, изазвала је његова расправа из 1879. Хронолошка питања о времену битке на Марици, смрти краља Вукашина и смрти цара Уроша. На исту тему је исте године рад објавио и Љубомир Ковачевић. Оба историчара су доказивали да краљ Вукашин није могао да убије цара Уроша, јер је погинуо у Маричкој бици 26. септембра 1371, а цар је умро почетком децембра исте године. На ове расправе уследиле су бурне реакције бранилаца историјске традиције, пре свега Панте Срећковића. Полемика се није водила само око овог питања, већ и око издаје Вука Бранковића, улоге грофа Ђорђа Бранковића приликом сеобе Срба, вековне независности Црне Горе и других спорних места српске историје.
Уочи 500 годишњице Косовске битке одлучио је да напише критичку биографију кнеза Лазара. Објављивао ју је у наставцима у часопису Стражилово више од годину дана. Ово дело објављено је као књига О кнезу Лазару 1888. године. Представља његов најзначајнији рад. Руварац је о себи тим поводом рекао: „Нисам приповедач те зато и не пишем повест о кнезу Лазару, већ само расправљам историјска питања која се тичу кнеза Лазара”. Поред извесних недостатака којих је и сам аутор био свестан, ово дело је и данас употребљиво и представља добар пример критичке историографије. Често је чинио дигресије из полемичких разлога. Користи велики број разноврсних извора које правилно тумачи и анализира. Утврдио је начело да треба избегавати фалсификате и традицију као историјске изворе и да своју пажњу треба посветити изворима који су по времену и месту настанка ближи догађају о коме сведоче.
Од 2015. постоји Награда „Иларион Руварац” за историју, коју додељује Матица српска.

## Лични живот
Његов брат Димитрије Руварац такође је био историчар. Један од Иларионових сарадника и следбеника био је и Манојло Грбић, о чему сведочи њихова преписка објављена у Бранковом колу.
Када је Лазар Томановић срео Илариона Руварца, Руварац га је у шали назвао правим Влахом који се поцрногорчио. Томановић му је рекао: Зар сте заборавили шта вам је митрополит хаџи-Сава запријетио, кад сте му рекли да су Херцеговци Власи, да ћете од његове руке погинути, ако игдје то и напишете.

## Одабрана дела
Његов велики опус обухвата радове из готово свих периода српске историје. Писао је живо, полемички, настојећи да читаоцу прикаже пут истраживања до коначног разрешења проблема.
Поред поменутих значајни су и следећи његови радови:
- Руварац, Иларион (1887). О кнезу Лазару. Нови Сад: Српска штампарија Светозара Милетића.
- Руварац, Иларион (1888). О пећким патријарсима од Макарија до Арсенија III (1557—1690). Задар.
- Руварац, Иларион (1889). „О натпису на цркви херцега Стефана у Горажду”. Глас СКА. 16: 3—30.
- Руварац, Иларион (1891). „Опис турских области и у њима хришћанских народа, а нарочито народа српскога, састављен год. 1771 српским патријархом Василијем Бркићем”. Споменик СКА. 10: 43—66.
- Руварац, Иларион (1892). Стари Сланкамен. Земун: Штампарија Симе Пајића.
- Руварац, Иларион (1893). „Двије босанске краљице”. Гласник Земаљског музеја у Босни и Херцеговини. 5: 467—477, 565—574.
- Руварац, Иларион (1894). „Бановање Твртка бана (1353.-1377.)”. Гласник Земаљског музеја у Босни и Херцеговини. 6: 225—240.
- Руварац, Иларион (1894). „Три додатка к расправи Бановање Твртка бана (1353.-1377.)”. Гласник Земаљског музеја у Босни и Херцеговини. 6: 611—620.
- Руварац, Иларион (1896). Одломци о грофу Ђорђу Бранковићу и Арсенију Црнојевићу патријарху. Београд: Српска краљевска академија.
- Руварац, Иларион (1898). Montenegrina: Прилошци историји Црне Горе (1. изд.). Сремски Карловци: Српска манастирска штампарија.
  - Руварац, Иларион (1899) [1898]. Montenegrina: Прилошци историји Црне Горе (2. изд.). Земун: Штампарија Јована Пуљо.
- Руварац, Иларион (1900). „Повеља патријарха Мојсеја дана рашком митрополиту Арсенију Јовановићу”. Споменик СКА. 38: 122.
- Руварац, Иларион (1901). О хумским епископима и херцеговачким митрополитима до године 1766. Мостар: Пахер и Кисић.
- Руварац, Иларион (1901). Рашки епископи и митрополити. Београд: Српска краљевска академија.
- Ruvarac, Ilarion (1903). „Jovan Maleševac als Bücherschreiber und Büchercorrector”. Archiv für slavische philologie. 25: 463—467.